# Digama budonga
Digama budonga là một loài bướm đêm thuộc họ Erebidae. Nó được tìm thấy ở Uganda.